# ناحیه سوث هریکین، شهرستان فایت، ایلینوی
ناحیه سوث هریکین (به انگلیسی: South Hurricane Township) یک منطقهٔ مسکونی در ایالات متحده آمریکا است که در شهرستان فایتی، ایلینوی واقع شده‌است. ناحیه سوث هریکین ۱۸۹ متر بالاتر از سطح دریا واقع شده‌است.